# Cessna 210
«Сессна-210 Центурион» (англ. Cessna 210 Centurion)— американский легкий шестиместный самолёт общего назначения. Разработан и производился компанией Cessna в 1957—1985 гг. Выпущено 9240 самолётов данной модели в 26 модификациях.

## Разработка. Конструкция самолёта
По конструкции самолёт представляет собой цельнометаллический свободнонесущий моноплан с высоким расположением крыла. Шасси — трехстоечное, убирающееся. Самолёт имеет весьма высокие летные характеристики среди аналогичных (по размерности) моделей Cessna.
Первые производственные серии модели 210 (210 и 210A) были четырехместными и оснащались двигателями мощностью 260 л.с. В 1961 был радикально переработан фюзеляж и изменена конструкция механизации крыла. Позже установлен более мощный двигатель. В 1970 г. выпущена первая шестиместная модель.

## Модификации

Cessna 210

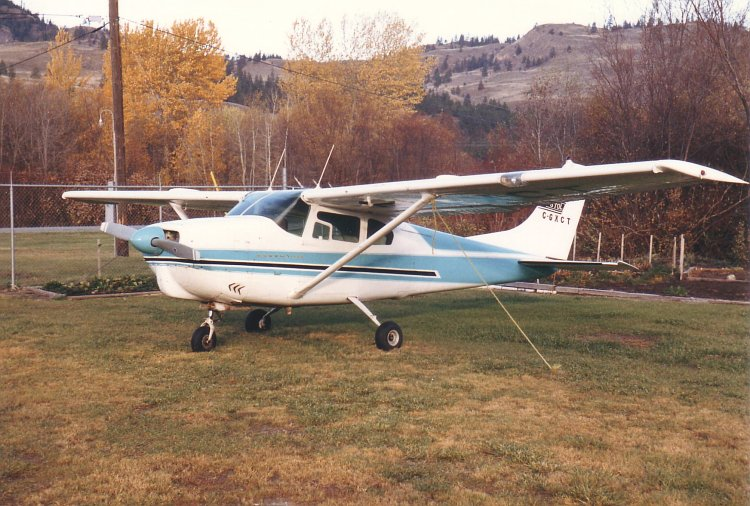
Cessna 210 — ранняя модель (1960) с подкосным крылом.

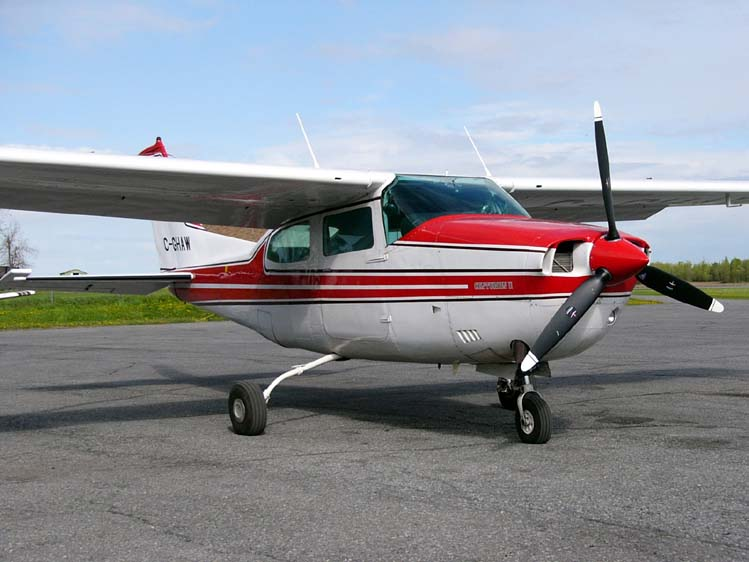
Cessna T210L

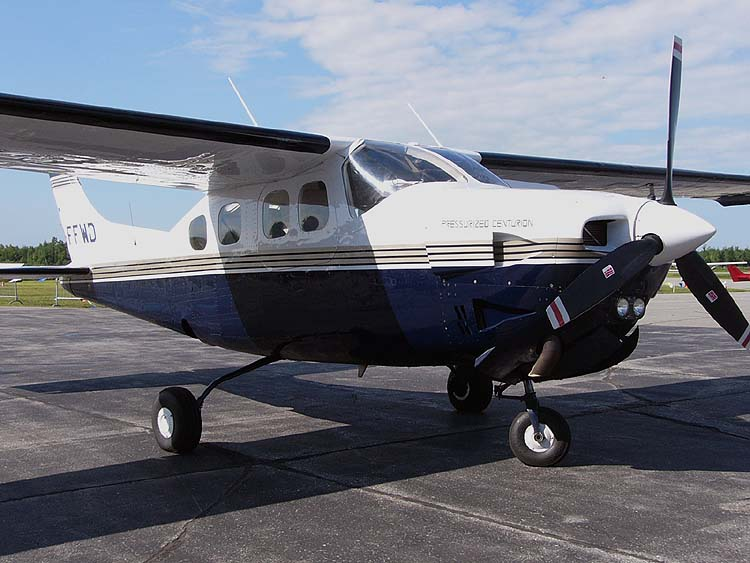
Cessna P210N — модель с герметичной кабиной и характерной малой площадью иллюминаторов

Всего, за годы производства, самолёт выпускался в 26 модификациях, в частности — C210, C210A-D, Centurion C210E-H&J, Turbo Centurion T210F-H&J, Centurion II C210K-N&R, Turbo Centurion II T210K-N&R и P210N&R. Ряд моделей оснащался двигателем с турбонаддувом (210N, T210N), ряд моделей — наддувом кабины, что позволяло выполнять достаточно высотные полёты.

## Лётно-технические характеристики
Экипаж:1
Пассажировместимость: 5
Длина: 8.59 м
Размах крыльев: 11.20 м
Высота: 2.95 м
Сухой вес: 1,045 кг
Максимальный взлетный вес: 1,814 кг
Силовая установка: 1 × Continental Motors TSIO-520-R, шестицилиндровый оппозитный воздушного охлаждения с турбонаддувом, мощность 310 л.с.
Максимальная скорость: 378 км/ч на высоте 5200 м
Крейсерская скорость: 358 км/ч
Дальность (в экономическом режиме) — до 1668 км.
Практический потолок: 8230 м